# 호찌민 관저

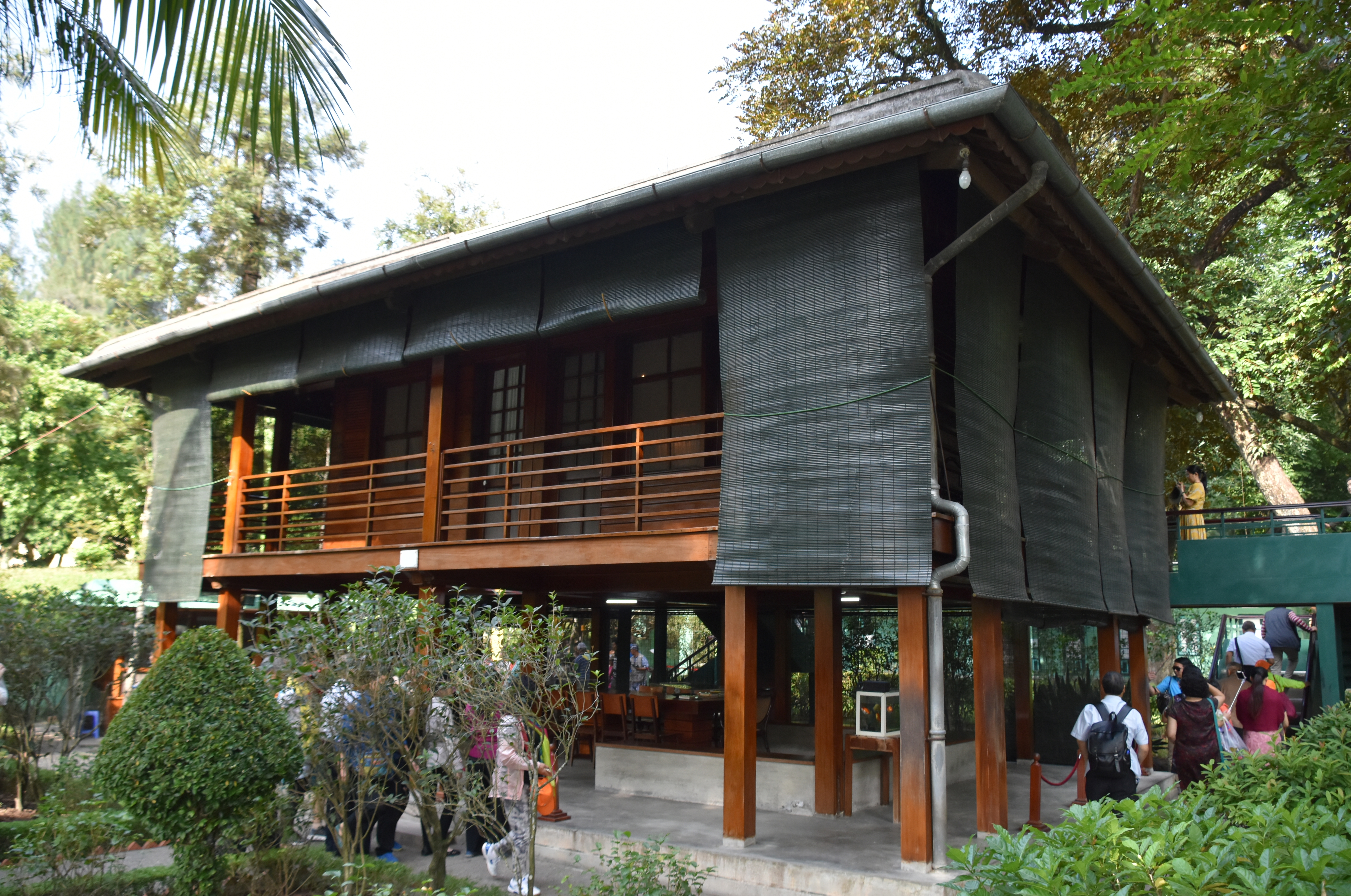
호찌민의 집

호찌민 관저는 베트남 하노이 바딘 광장 주변에 호찌민 묘소 뒤편에 자리한 있는 관저이다. 호찌민이 1954년 12월 19일부터 1969년 10월 2일까지 살았던 곳이다. 이 시기는 그의 삶에서 혁명기 대부분이다. 이곳은 1975년에 베트남 문화재국의 관리 대상에 올렸다. 현재 이곳은 베트남 총리의 특별기념물 23개 목록에 올라 있다.
내부 입장은 불가하며 외부에서만 관람할 수 있고, 한국어 안내문이 마련되어 있다.

## 같이 보기
- 하노이 대통령 궁
- 호찌민 묘소
- 호찌민 박물관